# Hereo de Foce del Sele
El Templo de Hera o Hereo (en griego antiguo: Ἡραίον, en italiano: Heraion alla foce del Sele) fue un antiguo templo y santuario griego dedicado a Hera cerca de la ciudad romana de Paestum, en la Magna Grecia, en la actual Italia. Estaba situado en la desembocadura del río Sele, a unos 10 km al norte de Paestum, cerca de la actual Foce del Sele.

## Historia
Fue construido por los colonos griegos de la zona hacia el año 600 a. C.. En la mitología griega ya se consideraba que había sido fundado por Jasón. El Hereo floreció especialmente en la época arcaica en los años 600 y 500 a. C., y siguió utilizándose, aunque en menor medida, incluso en el período clásico en los años 400 y 300 a. C.
Volvió a ser importante en el período helenístico, pero perdió su importancia en el período romano. Fue destruido o, al menos, gravemente dañado por un terremoto, presumiblemente en el año 63 d. C., y cubierto en gran parte por los escombros eruptivos de la erupción volcánica del Vesubio del año 79 d. C. Después cayó en desuso. A principios del período cristiano, las piedras del santuario se utilizaron como material de construcción. Con el tiempo cayó en el olvido y fue redescubierto en 1934.

## Edificios
Se encontraba originalmente en la desembocadura del río Sele. Hoy, como consecuencia del desplazamiento de la costa, sus ruinas se encuentran a 1,5 km del mar. Constaba de un templo dedicado a Herai, dos grandes altares, una cámara del tesoro y las estoas, que bordeaban el lugar. Además, en la zona se han encontrado numerosos objetos votivos de terracota.

### Hereo
Se construyó en el emplazamiento del santuario sobre el año 500 a .C. Se supone que fue destruido en el terremoto del año 63 d. C. La arquitectura del edificio del templo combina el estilo dórico, el jónico y el estilo eólico. Medía aproximadamente 18,7 × 38,9 m, con 8 columnas en los lados cortos y 17 columnas en los lados largos. En el interior del templo había un naos, así como un pronaos y un ádyton.
El altar del templo estaba situado en el exterior, en su lado oriental, a unos 34 m del templo.

### Tesoro de Síbaris
Cerca del templo había un tesoro, cuya construcción había comenzado en torno a 570-550 a. C. Se cree que sus constructores eran habitantes de la ciudad de Síbaris. El tesoro quedó inacabado, probablemente porque Síbaris fue destruida en una guerra hacia el 510 a. C. El tesoro estaba formado únicamente por un naos. Estaba decorado con 38 metopas que datan de alrededor del año 570 a. C. Las metopas se encuentran en el Museo Arqueológico de Paestum.
Para Roland Martin, las metopas del ciclo más antiguo (segunda mitad del siglo VI a. C. .) debían decorar el tesoro, de planta rectangular y fachada dórica con dos columnas in antis. El capitel de las columnas dóricas, subrayado en la base del equino con dos filetes desprendidos, contrastaba con los capiteles jónicos de las puertas; estos últimos, casi elementos aplicados en los extremos del muro, tienen un cuerpo principal que se ensancha para sostener un grueso ábaco decorado con palmetas y flores de loto, mientras que la base está subrayada por una pequeña greca. El friso dórico, desprovisto de funciones arquitectónicas, se colocó delante de los elementos de madera que sostenían el techo. Los triglifos, fuertemente salientes como en el Templo C de Selinunte, son casi tan anchos como las metopas. Las muescas visibles en la parte posterior de las metopas muestran que estas últimas fueron insertadas entre los triglifos después de que se instalaron las vigas de madera.

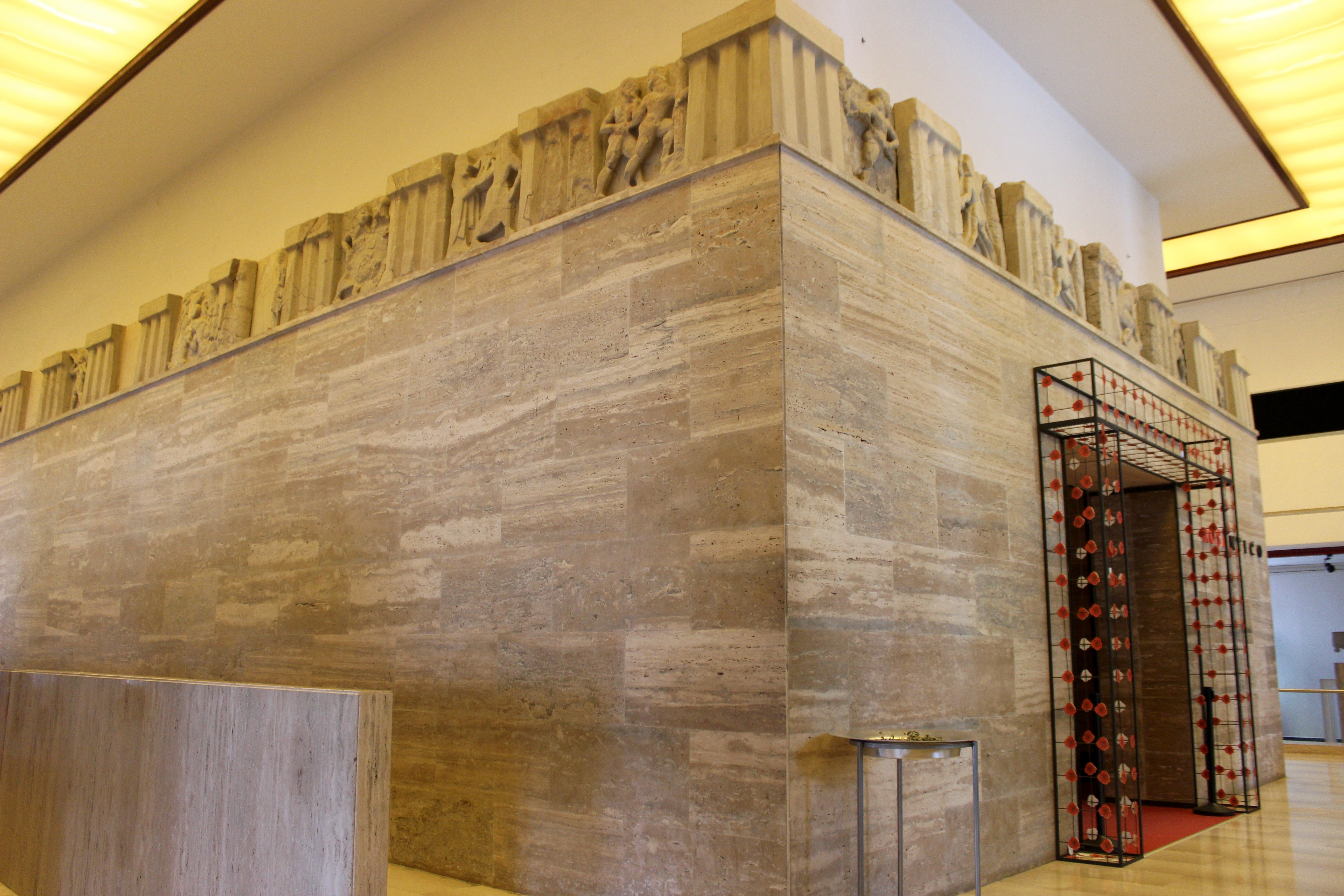
Metopas del tesoro.
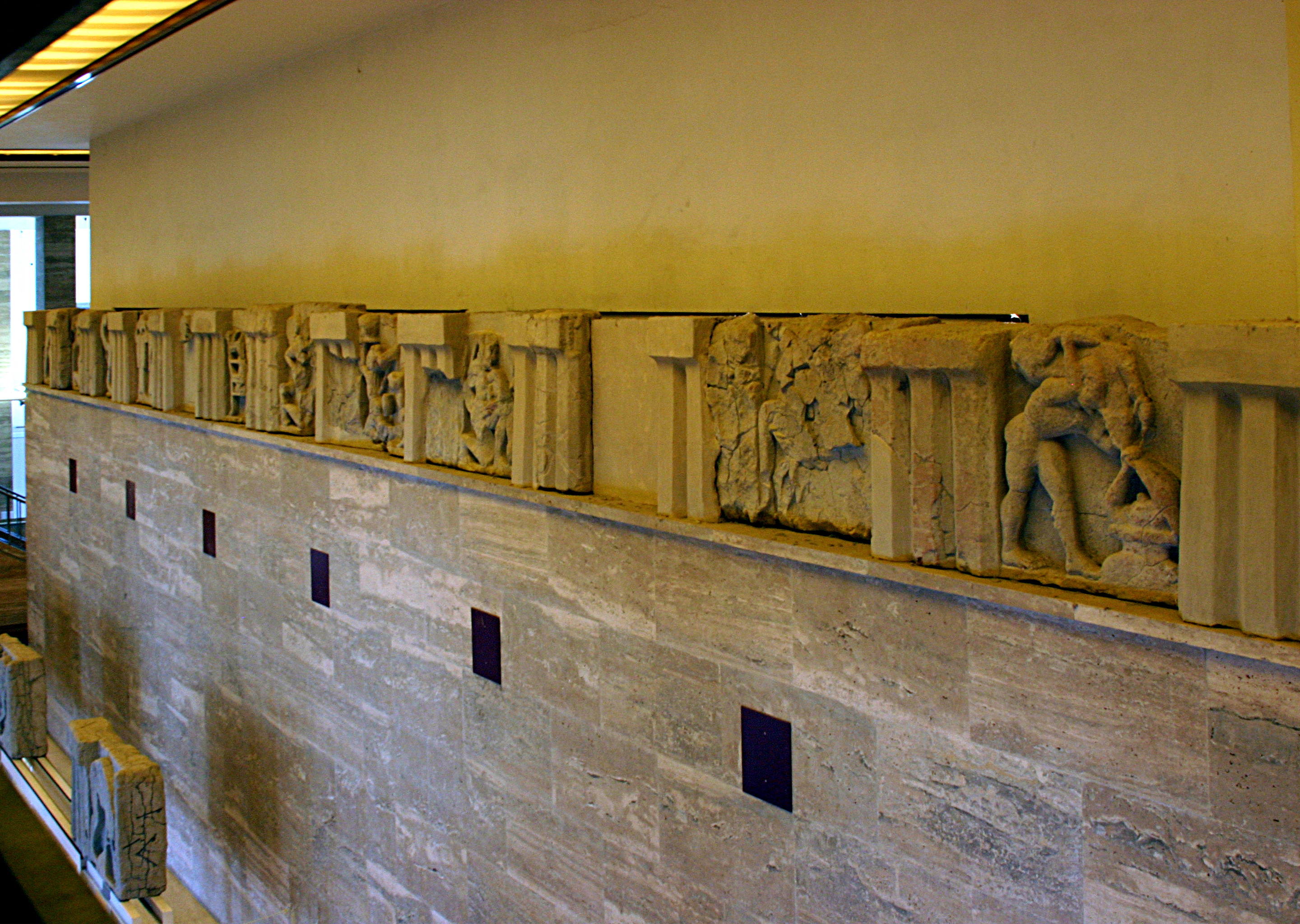
Metopas del tesoro.
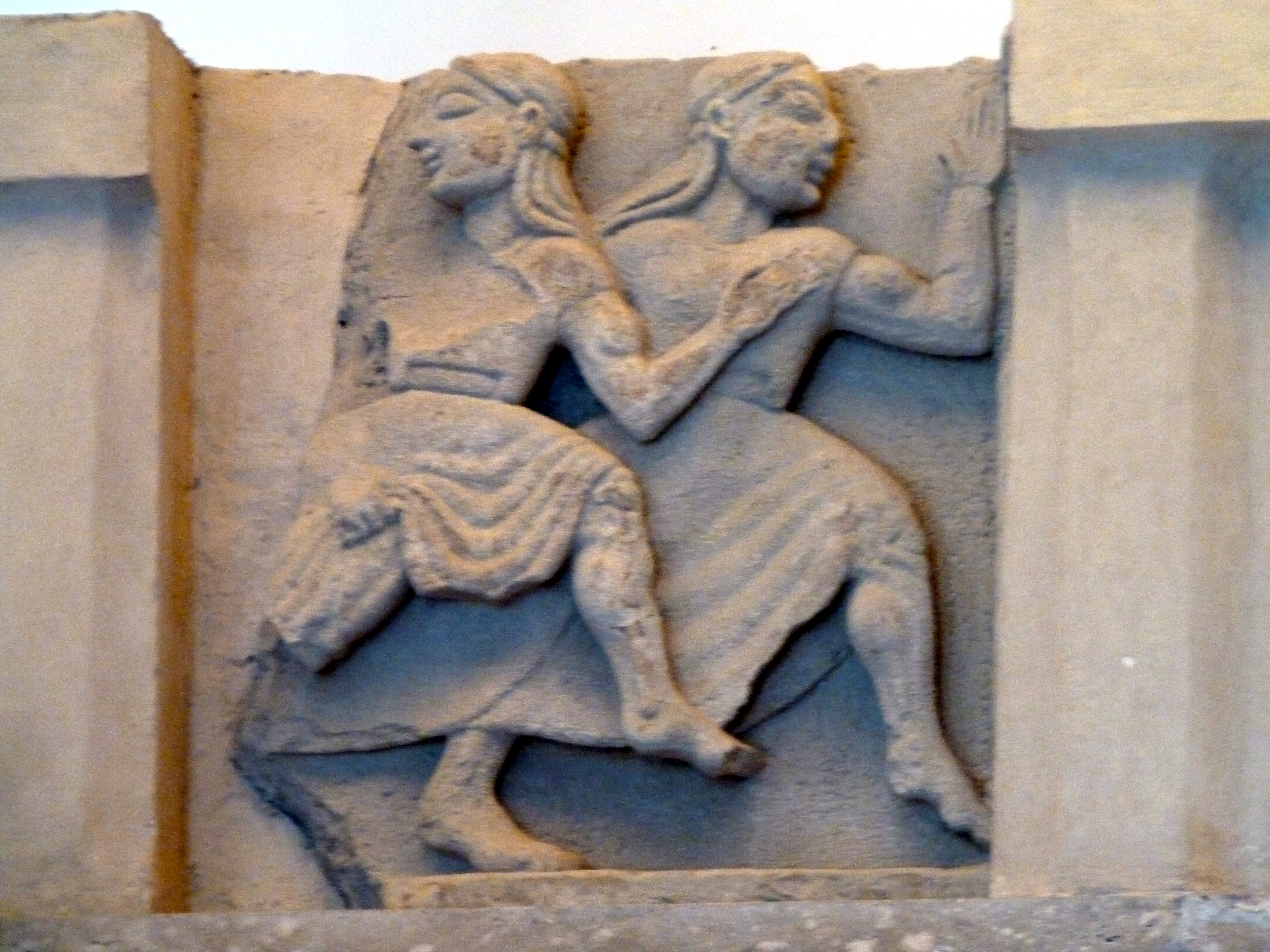
Detalle.
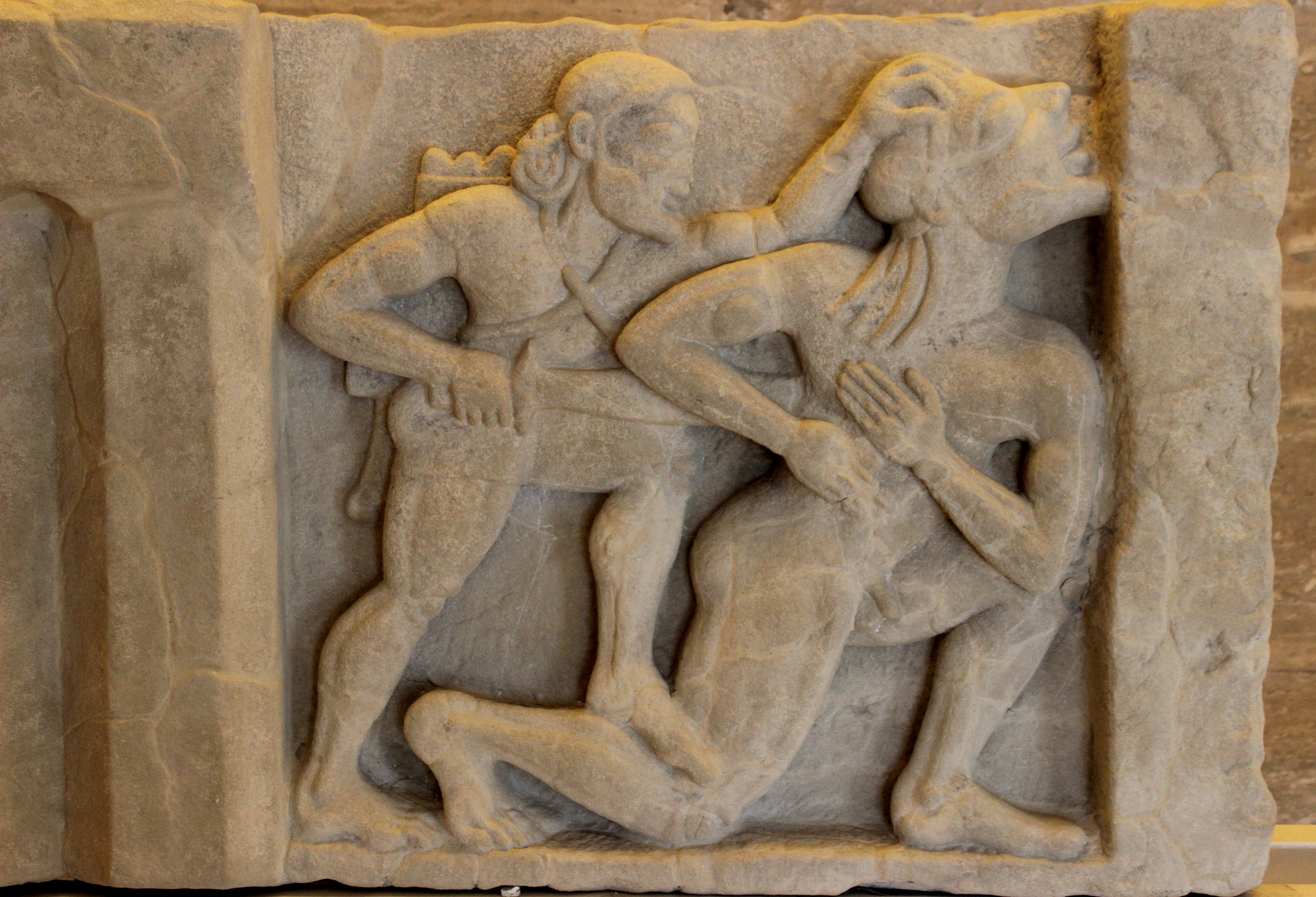
Detalle.
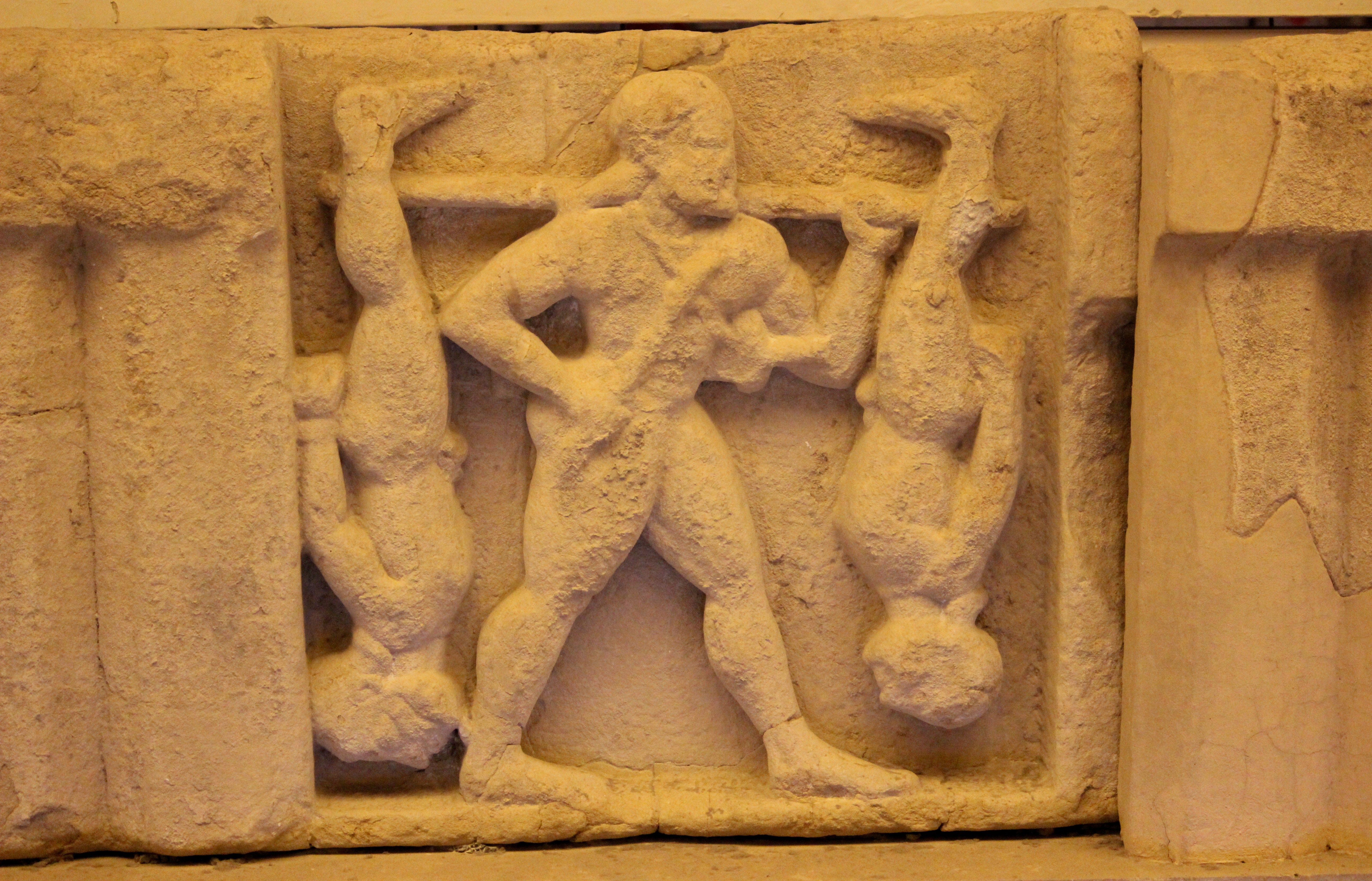
Detalle.